# Grzegorz Kapica
Grzegorz Bronisław Kapica (né le 3 juillet 1959 à Ruda Śląska) était un footballeur puis entraîneur de football polonais.
Champion de Pologne et vainqueur de la coupe en 1984 (Lech Poznań) et champion 1989 (Ruch Chorzów), il a été meilleur buteur du championnat de Pologne lors de la saison 1982 avec quinze buts.